# 北川愛理
北川 愛理（きたがわ あいり、1998年7月15日 - ）は、日本の元女子バスケットボール選手である。ポジションはシューティングガード。

## 来歴
三重県出身。
四日市商業高校でウィンターカップベスト8を経験。
卒業後、アイシン・エィ・ダブリュ ウィングスに加入。
2022年、プレステージ・インターナショナル アランマーレに移籍。
2025年、現役引退。